# Panier de raisins
Panier de raisins ou Corbeille de raisins est une peinture à l'huile sur toile de 38 × 46 cm réalisée par Anne Vallayer-Coster (1744-1818).  Signée et datée « Mlle Vallayer 1774 », elle est inventoriée sous le numéro 171 et exposée au Musée des Beaux-Arts de Nancy. 

## Suivis
Marianne Roland-Michel renseigne sur les antécédents de l’œuvre avant qu'elle entre dans les collections des Chamisso. Elle a appartenu à Abel-François Poisson de Vandières, marquis de Marigny (1727-1781), frère de Madame de Pompadour, directeur des Bâtiments du Roi et mécène de l'artiste dont il possède plusieurs tableaux. Le tableau est mis en vente après sa mort en 1782.
Provenant des premiers fonds de Louis Charles Adélaïde de Chamissot de Boncourt, plus connu sous le nom d'Adelbert von Chamisso, elle est acquise par le Musée des Beaux-Arts de Nancy en 1793. 

## Restaurations
- Dévernie de 1891 à 1900.
- Restaurée par Linard en 1962.